# Gare de Neuville-de-Poitou
La gare de Neuville-de-Poitou est une gare ferroviaire française fermée de la portion ouverte de la ligne de Poitiers à Arçay, située sur le territoire de la commune de Neuville-de-Poitou, dans le département de la Vienne, en région Nouvelle-Aquitaine.

## Situation ferroviaire
Établie à 165 mètres d'altitude, la gare de Neuville-de-Poitou est située au point kilométrique (PK) 17,310 de la ligne de Poitiers à Arçay, entre les gares de Poitiers et de Parthenay.
Gare de bifurcation, elle est aussi la gare origine (PK 0,000) de la ligne de Neuville-de-Poitou à Bressuire, la gare suivante est celle de Villiers - Vouillé.

## Histoire
Déclaré d’utilité publique par décret impérial en date du 19 juin 1868, le tracé ferroviaire reliant Bressuire à Poitiers, auquel était intégrée la gare de Neuville-de-Poitou, fut concédé à la Compagnie du chemin de fer de Bressuire à Poitiers le 20 août 1870. La mise en exploitation de la ligne, et partant celle de la gare, intervint le 15 mai 1874 pour la section Poitiers-Arçay, tandis que l’ouverture intégrale du parcours, depuis Neuville-de-Poitou jusqu’à Bressuire, ne fut effective que le 5 juin 1887.
La gare cessa d’être ouverte aux voyageurs le 15 mai 1939 sur la ligne Poitiers-Arçay, puis définitivement le 30 mai 1976 sur la section Neuville-de-Poitou à Bressuire. De nos jours, seule la portion comprise entre Neuville-de-Poitou et Chalandray demeure en exploitation, exclusivement affectée au transport de marchandises, principalement au profit de la coopérative agricole Centre Ouest Céréales. L’édifice de la gare, désaffecté de sa fonction originelle, héberge à présent le centre social intercommunal de Neuville-de-Poitou.